# لیزبن فلز (مین)
لیزبن فلز(به انگلیسی: Lisbon Falls) شهری در ایالت مین کشور ایالات متحده آمریکا است که جمعیت آن در سرشماری سال ۲۰۱۰ میلادی، ۴٬۱۰۰ نفر بوده‌است.